# 353

353(삼백오십삼)은 352보다 크고 354보다 작은 자연수다.

## 수학
- 71번째 소수(素數)다. 앞의 소수는 349, 다음 소수는 359다.
  - 20번째 슈퍼 소수로, 353의 소수 순번인 71도 소수다. 앞의 슈퍼 소수는 331, 다음은 367이다.
  - 11번째 프로트 소수다. 앞의 프로트 소수는 257, 다음은 449다.

({\displaystyle 353=11\times 2^{5}+1})
  - 12번째 회문 소수다. 앞의 회문 소수는 313, 다음은 373이다.
  - 베르누이 수의 분자 {\displaystyle B_{186}}을 나눌 수 있는 비정규 소수다.
- 피타고라스 삼조의 빗변의 길이이다. ({\displaystyle 225^{2}+272^{2}=353^{2}})[a]
- {\displaystyle 353=2^{4}+3^{4}+4^{4}}
  - 연속하는 세 자연수의 네제곱합으로 나타낼 수 있으며, 이 성질을 지닌 앞의 수는 98, 다음 수는 962이다.
- {\displaystyle 353=8^{2}+17^{2}}
  - 서로 다른 두 자연수의 제곱합으로 나타낼 수 있는 수다.
- {\displaystyle 353^{4}=30^{4}+120^{4}+272^{4}+315^{4}}
- {\displaystyle 42^{4}-1}은 353으로 나누어떨어진다.

## 과학
- NGC 353(영어판): 고래자리 방향에 있는 나선은하.
- 353 루페르토-카롤라(영어판): 소행성.

## 교통
- 일본 353번 국도(일본어판): 군마현 기류시에서 니가타현 가시와자키시까지 이어지는 일본의 국도.
- 현도 제353호선

## 군사
- U-353(영어판, 독일어판): 제2차 세계 대전에 사용된 나치 독일의 군용 잠수함.

## 문화유산
- 대한민국의 보물 제353호: 합천 영암사지 쌍사자 석등
- 대한민국의 사적 제353호: 담양 금성산성

## 방송
- KT HCN의 지방자치TV 채널 번호.

## 기타
- 연도: 353년, 기원전 353년